# Czułak Artygalijew
Czułak Artygalew (ros. Чулак Артыгалиев, ur. 2 stycznia?/15 stycznia 1911 w Batpakköl w guberni tomskiej, zm. 6 września 1990) – działacz partyjny Kazachskiej SRR.

## Życiorys
W 1931 ukończył Uralski Instytut Edukacji Narodowej i został sekretarzem komitetu Komsomołu sowchozu, potem kierował wydziałem Zachodniokazachstańskiego Komitetu Obwodowego Komsomołu, następnie wydziałem Aktiubińskiego Komitetu Obwodowego Komsomołu, później został zastępcą sekretarza Uralskiego Komitetu Miejskiego Komsomołu, I sekretarzem rejonowego komitetu Komsomołu w obwodzie zachodniokazachstańskim i I sekretarzem Zachodniokazachstańskiego Komitetu Obwodowego Komsomołu. Od 1937 należał do WKP(b), 1938–1940 był instruktorem i zastępcą kierownika wydziału Zachodniokazachstańskiego Komitetu Obwodowego Komunistycznej Partii (bolszewików) Kazachstanu, a 1942–1943 sekretarzem Zachodniokazachstańskiego Komitetu Obwodowego KP(b)K ds. kadr. W latach 1943–1945 był słuchaczem Wyższej Szkoły Organizatorów Partyjnych przy KC WKP(b), 1945-1950 był II sekretarzem Komitetu Obwodowego KP(b)K w Tałdykorganie, a 1950–1951 I sekretarzem tego komitetu, 1951–1952 słuchaczem kursów przy KC WKP(b), a od 1952 do stycznia 1958 I sekretarzem Komitetu Obwodowego KP(b)K/KPK w Dżambule (obecnie Taraz). Od stycznia 1958 do 1962 był sekretarzem Kazachskiej Republikańskiej Rady Związków Zawodowych, 1962–1963 przewodniczącym Biura Organizacyjnego Kazachskiej Republikańskiej Rady Związków Zawodowych na obwód ałmacki, od 1963 do grudnia 1964 przewodniczącym Ałmackiej Przemysłowej Obwodowej Rady Związków Zawodowych, następnie przewodniczącym Ałmackiej Obwodowej Rady Związków Zawodowych, 1971 przeszedł na emeryturę.

## Odznaczenia
- Order Czerwonego Sztandaru Pracy (trzykrotnie)
- Order Czerwonej Gwiazdy
- Order „Znak Honoru”